# Comuna Lolland
Lolland (Lolland Kommune) este o comună din regiunea Sjælland, Danemarca, cu o suprafață totală de 892,92 km².